# Trevis (Rennwagen)

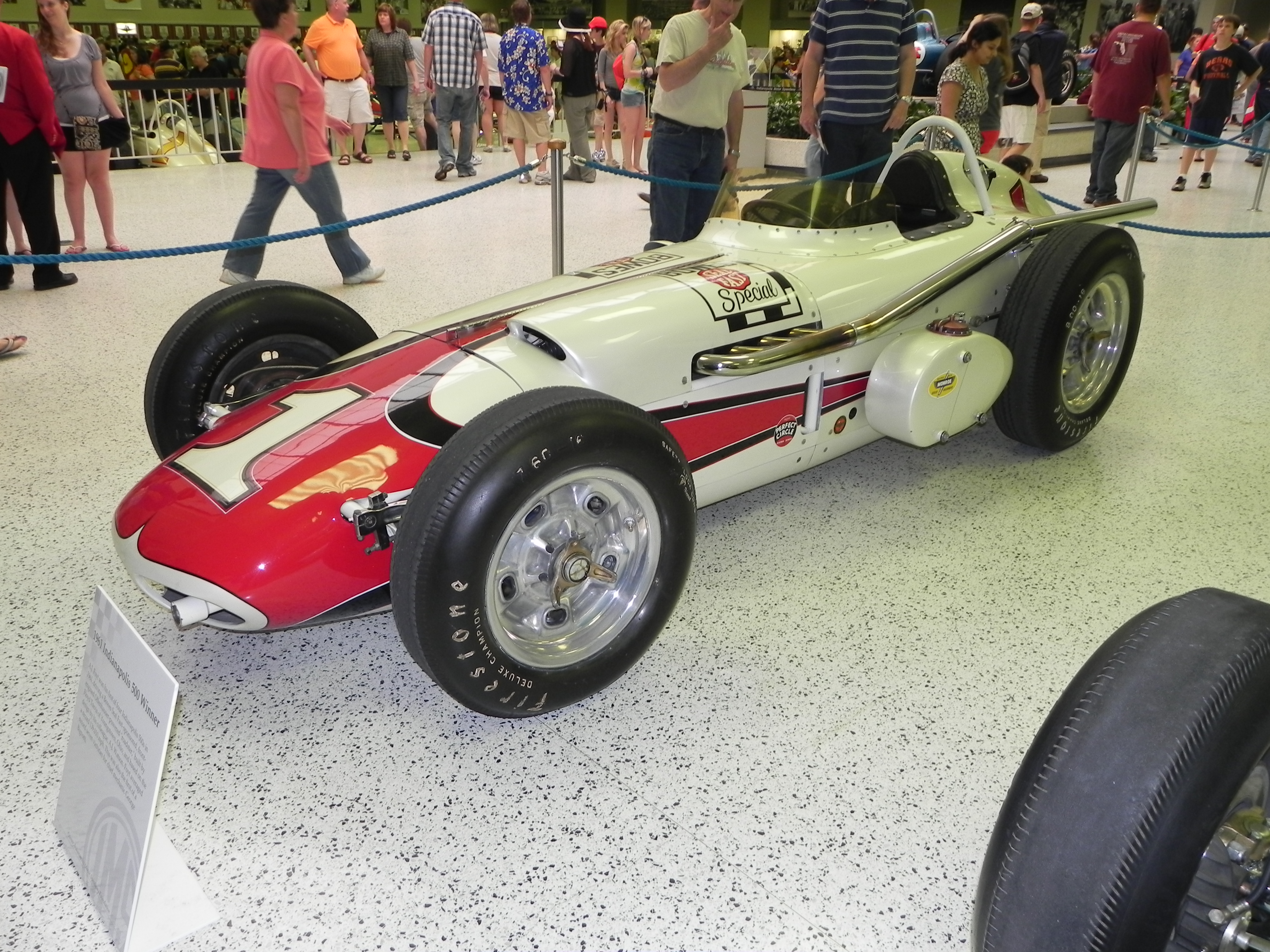
Trevis-Offenhause; Siegerwagen von A. J. Foyt beim Indianapolis 500 1961

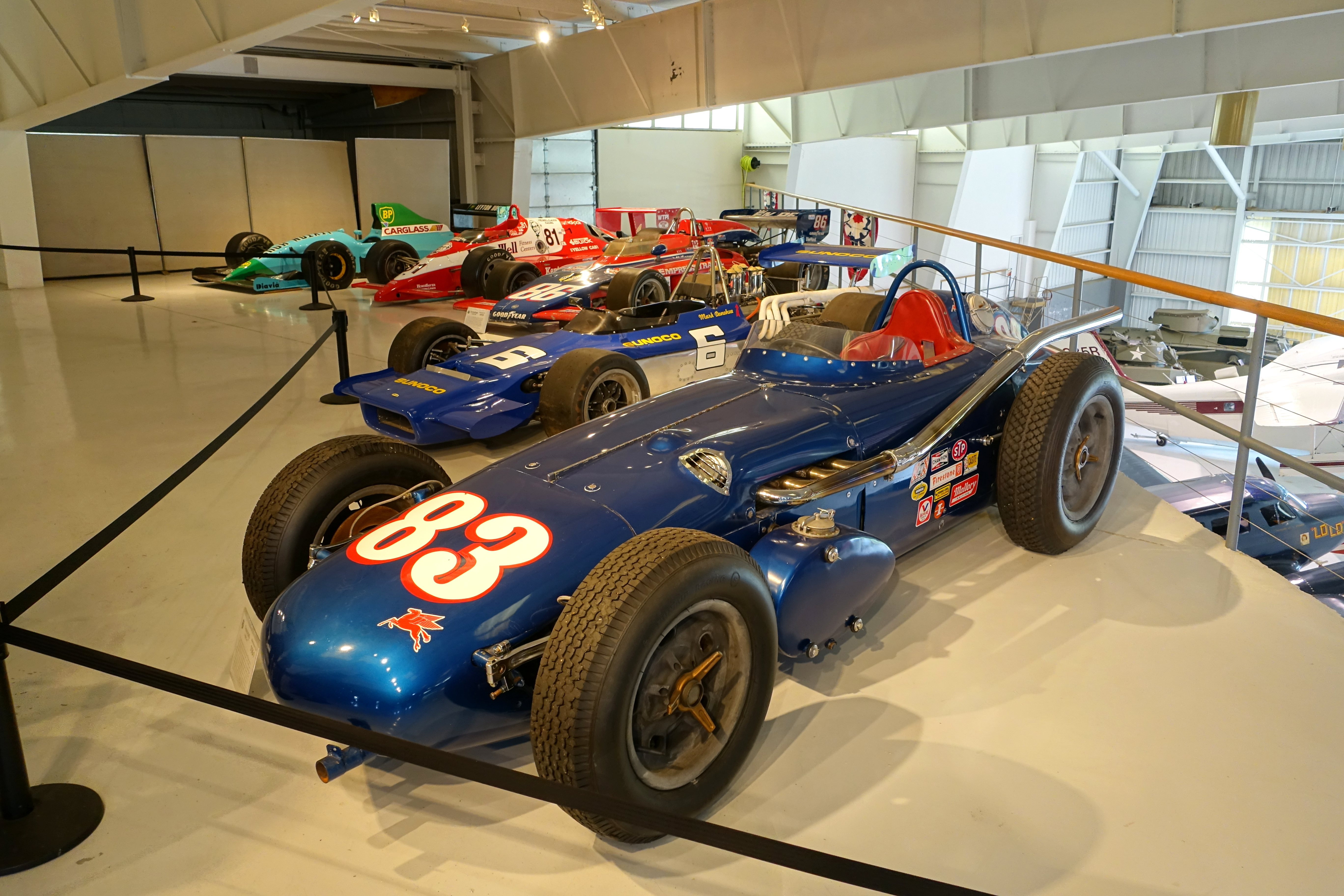
Travis Indy Car von 1961 aus der Collings Foundation in Massachusetts

Trevis war ein US-amerikanischer Chassis-Hersteller im Monoposto-Rennwagenbau der 1950er- und 1960er-Jahre.

## Geschichte
Floyd Trevis aus Youngstown (Ohio) war ein amerikanischer Konstrukteur von Rennwagen und Sprint Cars. Trevis begann in den späten 30er Jahren mit dem Bau von Rennwagen, den er bis in die 70er Jahre fortführte. Die von Trevis unter seinem Namen gebauten Fahrzeuge nahmen von 1951 bis 1961 an der FIA-Automobil-Weltmeisterschaft - allerdings dort nur beim Indy 500 - und an USAC-Rennen teil.
Als Konstrukteur von Sprintautos für die USAC-Sprintcar-Serien lieferte Trevis die Fahrzeuge für eine große Anzahl von Champions. Eines seiner erfolgreichsten Autos war der 1971er Sprinter #29, bekannt als „Old Blue“, der insgesamt 146 Siege einfuhr.

## Renneinsätze
Bei insgesamt 68 Einsätzen in der AAA-Championship, deren Nachfolgeserie der USAC-Indycar-Meisterschaft und in der Formel 1 gelangen den Trevis-Rennwagen zwischen 1951 und 1966 5 Siege  - allesamt eingefahren durch A. J. Foyt - insgesamt 13 Podiumsergebnisse und 3 Pole-Positions. 34 Einsätze davon endeten durch Ausfälle, 10 durch eine verpasste Qualifikation und einer durch einen Startverzicht. Damit lag die erfolgreiche Einsatzquote lediglich bei 33 %.
Bekannt wurde die Marke Trevis durch die Erfolge von A. J. Foyt 1961, der mit einem Trevis-Offenhauser in diesem Jahr sowohl das 500-Meilen-Rennen von Indianapolis als auch – mit drei weiteren Rennsiegen – die USAC-Serie gewann. Weitere Piloten, die mit Trevis-Rennwagen an den Start gingen, waren Bill Vukovich, Eddie Johnson, Clark Templeman und Bud Tingelstad.